# Jennifer Parsons
Jennifer Parsons (* vor 1982) ist eine Schauspielerin.

## Leben
Parsons spielte neben kleinen Rollen in Kinofilmen hauptsächlich in Fernsehproduktionen. Dazu gehören die Fernsehfilme Desperate Lives aus dem Jahr 1982 und Dieses Kind gehört mir von 1985 sowie zahlreiche Auftritte in Fernsehserien, so etwa in King’s Crossing (1982), Ein Engel auf Erden (1986–1987), Throb (1987), Equal Justice (1990–1991), Mord ist ihr Hobby (1993, 1996) und Philly (2001). 1984 war sie in der mehrfach für den Tony Award nominierten Aufführung des Musicals Quilters im Jack Lawrence Theatre im Broadway zu sehen.

## Filmografie

### Filme
- 1982: Desperate Lives (Fernsehfilm)
- 1985: Dieses Kind gehört mir (This Child Is Mine, Fernsehfilm)
- 1993: Die Mutter der Braut (Mother of the Bride, Fernsehfilm)
- 1997: A Walton Easter (Fernsehfilm)
- 1999: Ungeküsst (Never Been Kissed)
- 1999: The Life Before This
- 2002: Im Zeichen der Libelle (Dragonfly)
- 2005: Self Medicated
- 2007: Boxboarders!
- 2009: An American Girl: Chrissa setzt sich durch (An American Girl: Chrissa Stands Strong)
- 2016: Worth the Wait (Kurzfilm)

### Fernsehserien
- 1982: King’s Crossing (2 Folgen)
- 1982: The Phoenix (eine Folge)
- 1982: The Powers of Matthew Star (eine Folge)
- 1983: Die Texas-Klinik (Cutter to Houston, eine Folge)
- 1984: Remington Steele (eine Folge)
- 1985: Unbekannte Dimensionen (The Twilight Zone, eine Folge)
- 1986: New Love, American Style (eine Folge)
- 1986–1987: Ein Engel auf Erden (Highway to Heaven, 2 Folgen)
- 1987: Throb (2 Folgen)
- 1988: The Bronx Zoo (eine Folge)
- 1990–1991: Equal Justice (2 Folgen)
- 1991: The General Motors Playwrights Theater (eine Folge)
- 1993: Unter der Sonne Kaliforniens (Knots Landing, eine Folge)
- 1993: Mord ohne Spuren (Bodies of Evidence, eine Folge)
- 1993, 1996: Mord ist ihr Hobby (Murder, She Wrote, 2 Folgen)
- 1994: Ein Mountie in Chicago (Due South, eine Folge)
- 1995: Star Trek: Raumschiff Voyager (Star Trek: Voyager, eine Folge)
- 1996: Saved by the Bell: The New Class (eine Folge)
- 1997: Murder One: Diary of a Serial Killer (Miniserie, 6 Folgen)
- 1997: Star Trek: Deep Space Nine (eine Folge)
- 1997: Murder One (eine Folge)
- 1997: Chicago Hope – Endstation Hoffnung (ER, eine Folge)
- 1999: Seven Days – Das Tor zur Zeit (Seven Days, eine Folge)
- 2000: New York Cops – NYPD Blue (NYPD Blue, eine Folge)
- 2000: Mister Funky – Die Steve-Harvey-Show (eine Folge)
- 2000–2001: Trikot der Champions (The Jersey, 2 Folgen)
- 2001: Akte X – Die unheimlichen Fälle des FBI (The X-Files, eine Folge)
- 2001: Philly (2 Folgen)
- 2001: Eine himmlische Familie (7th Heaven, eine Folge)
- 2002: The West Wing – Im Zentrum der Macht (The West Wing, eine Folge)
- 2002: For the People (eine Folge)
- 2004: Für alle Fälle Amy (Judging Amy, eine Folge)
- 2004: JAG – Im Auftrag der Ehre (JAG, eine Folge)
- 2005: O.C., California (The O.C., eine Folge)
- 2006: Boston Legal (eine Folge)
- 2008: Without a Trace – Spurlos verschwunden (Without a Trace, eine Folge)
- 2009: Bones – Die Knochenjägerin (Bones, eine Folge)
- 2011: Big Love (eine Folge)
- 2011: Criminal Minds: Team Red (Criminal Minds: Suspect Behavior, eine Folge)
- 2014: Longmire (eine Folge)
- 2014: Stalker (eine Folge)
- 2015: How to Get Away with Murder (eine Folge)